# Inspektorat Bydgoszcz Armii Krajowej
Inspektorat Bydgoszcz Armii Krajowej – terenowa struktura Podokręgu Północno-Zachodniego z  Okręgu Pomorze Armii Krajowej.

## Struktura organizacyjna
Struktura organizacyjna podana za Atlas polskiego podziemia niepodległościowego:
- Obwód Bydgoszcz Miasto
- Obwód Bydgoszcz Powiat
- Obwód Szubin
- Obwód Wyrzysk
- Obwód Świecie
- Grupa AK w Pile